# Пітер Вайнбергер

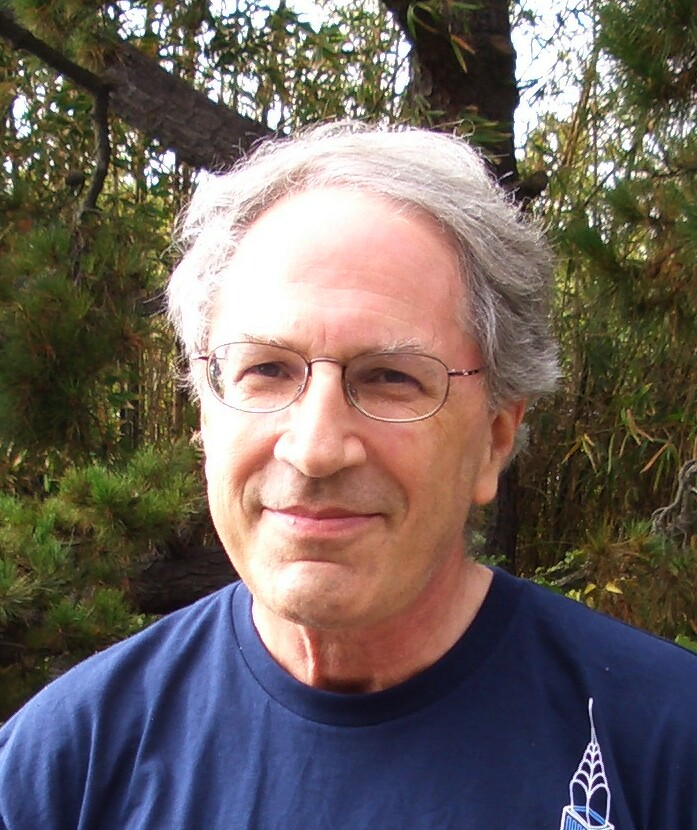

Пітер Джей Вайнбергер (англ. Peter Jay Weinberger; 6 серпня 1942) — американський вчений в області комп'ютерних технологій, відомий роботою в Bell Labs. На поточний момент працює в Google.
Закінчив Суортмор-коледж в 1964. В 1969 році здобув ступінь доктора філософії з математики (теорія чисел) Університет Каліфорнії (Берклі), захистивши дисертацію під керівництвом Деріка Генрі Лемера «Доказ гіпотези Гаусса по класу номер два». Після захисту обіймав посаду в Департаменті математики в Мічиганському університеті (Енн-Арбор), де продовжив роботу в аналітичній теорії чисел, пізніше переїхав в AT&T Bell Labs.
У Bell Labs сприяв створенню мови програмування AWK («W» в AWK) і Fortran-77.
Є одним з засновників цифрової фотографії.